# Kostel svatého Rocha (Žebrák)
Kostel svatého Rocha v Žebráce je hřbitovní kostel vystavěn v 18. století. Je chráněn jako kulturní památka České republiky. Kostel se nachází na městském hřbitově, byl také využíván pro konání katolických pohřbů. V původním vybavení kostela byl i významný obraz Vidění proroka Ezechiela z roku 1610 od německého manýristického malíře Matouše Gundelacha, který je dnes přemístěn do hlavního žebráckého kostela sv. Vavřince na náměstí.

## Hřbitov
Z funerálního umění je nutné zmínit mramorovou sochu anděla na náhrobku rodiny Feyreislů, která je dílem sochaře Václava Levého. Dále se na hřbitově nachází řada cenných litinových náhrobků, které jsou vyrobeny v někdejších slavných slévárnách v Komárově.

### Pochovaní
- Vojtěch Nejedlý, kněz a básník
- Jan Nejedlý, básník, překladatel, redaktor
- Ludvík Vorel, historik města, poslanec Říšské rady
- Otakar Hněvkovský, ortoped, chirurg, vysokoškolský profesor
- Josef Volman, podnikatel
- Oldřich Nejedlý, fotbalista, vicemistr světa 1934

### Fotografie

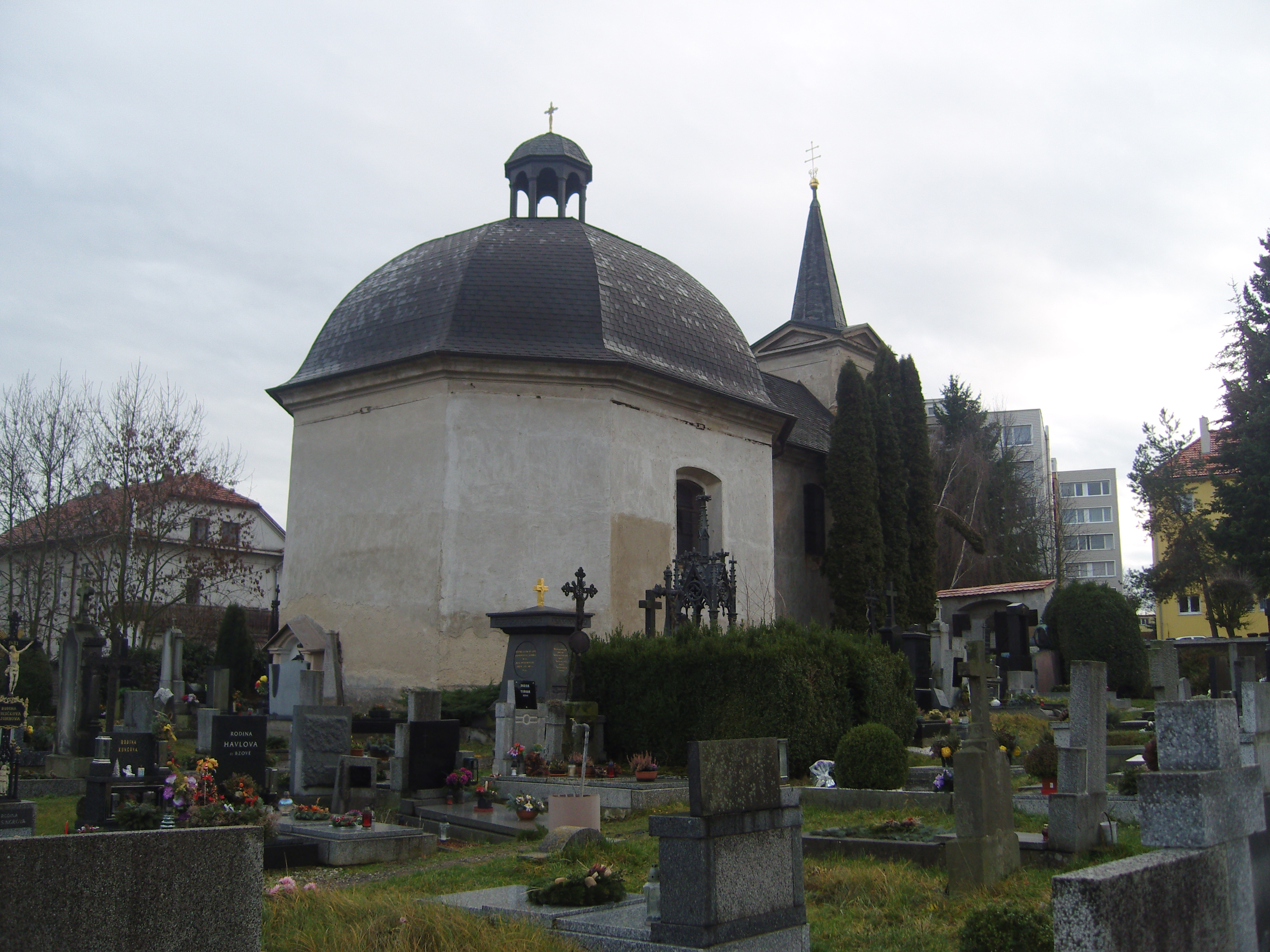
Kostel sv. Rocha
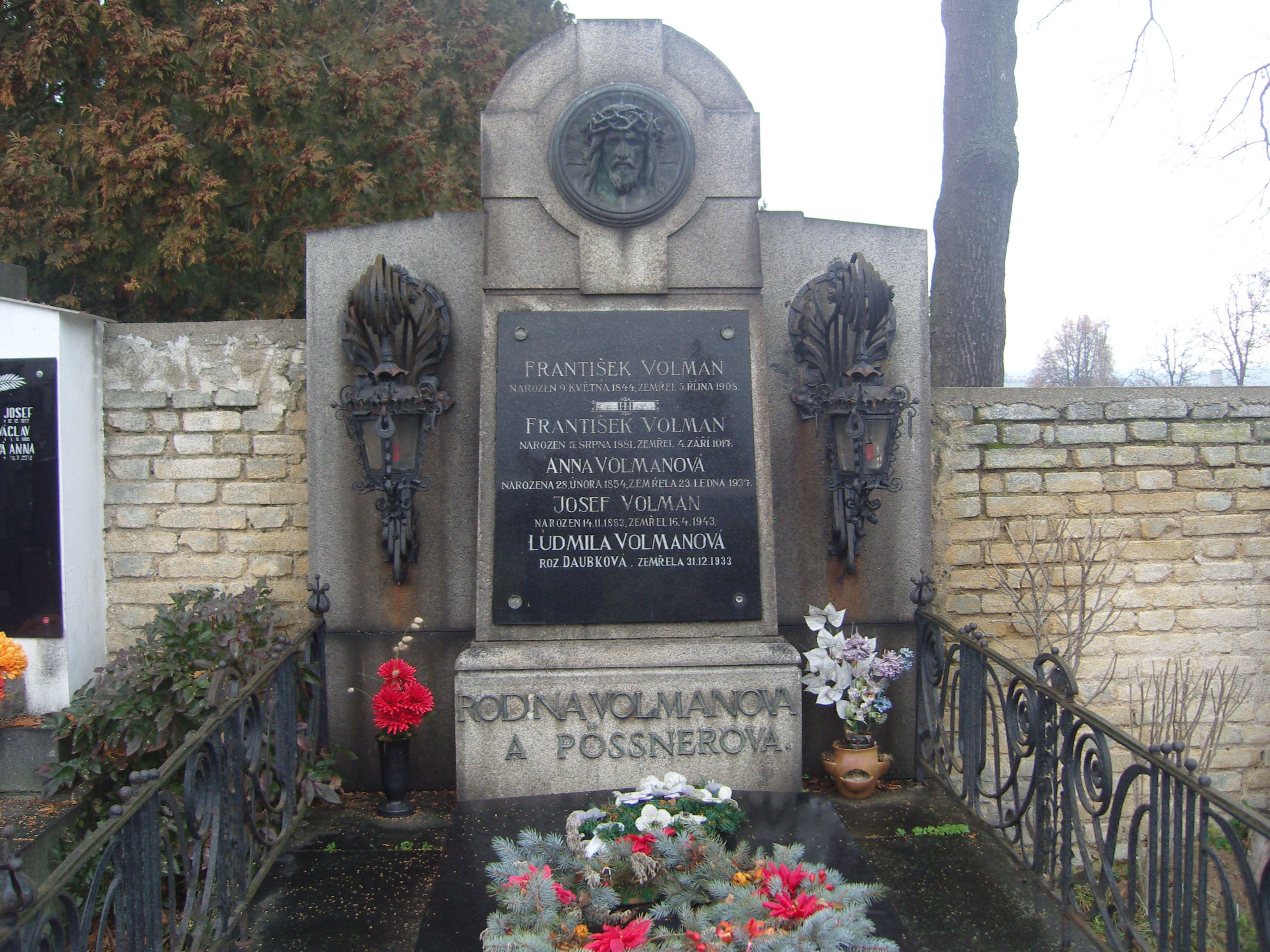
Hrob Josefa Volmana
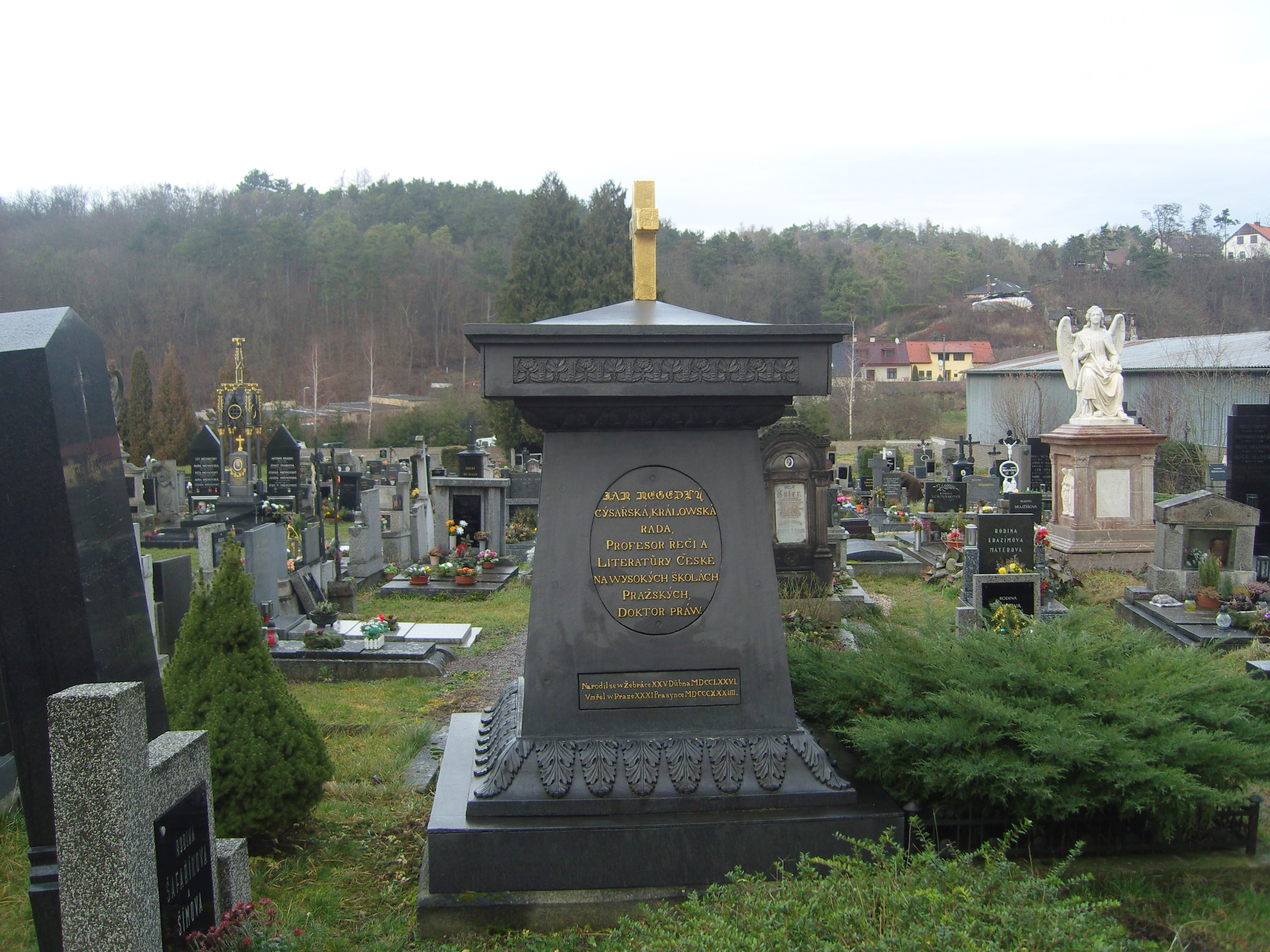
Hrob Jana Nejedlého
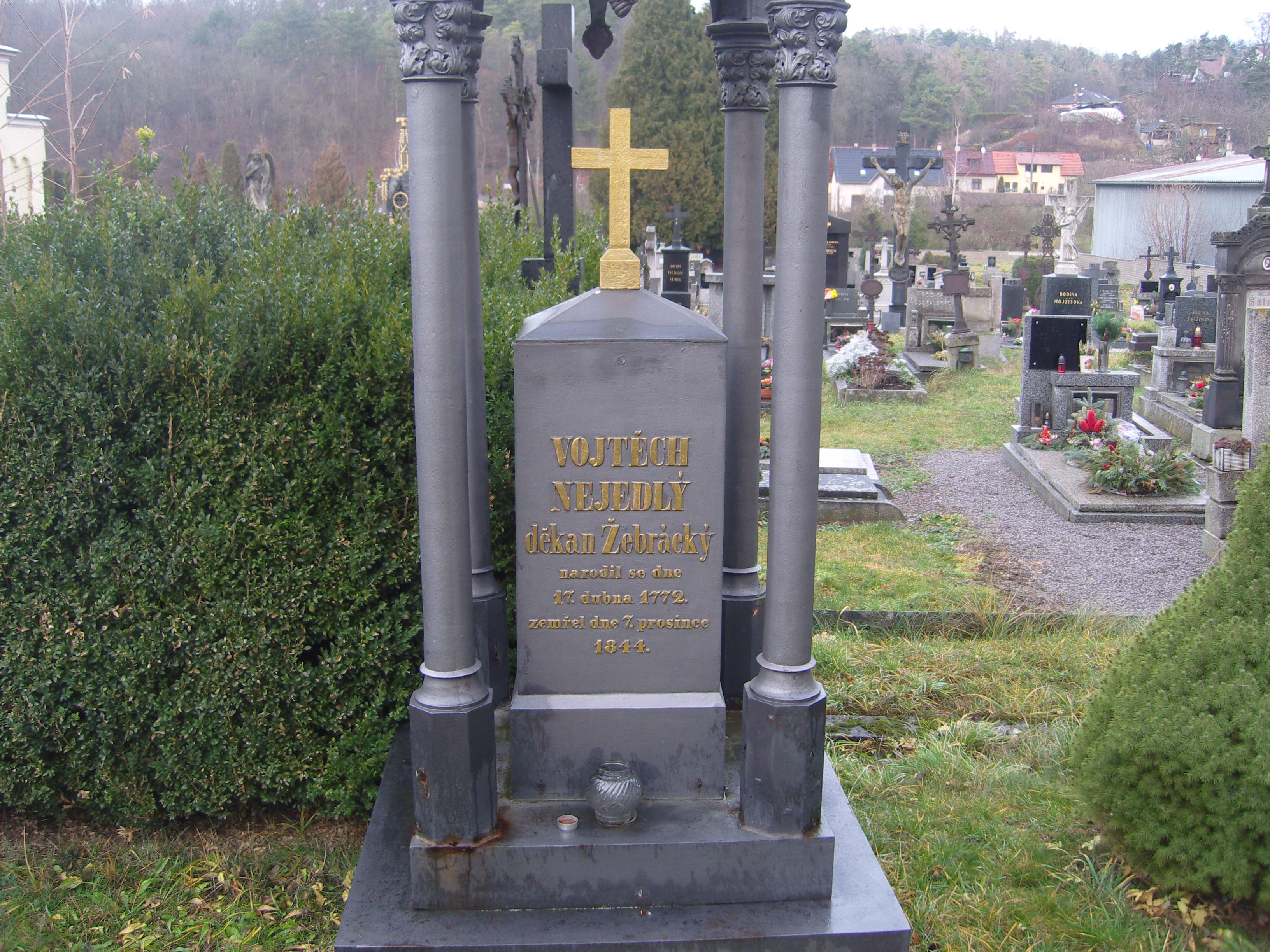
Hrob Vojtěcha Nejedlého
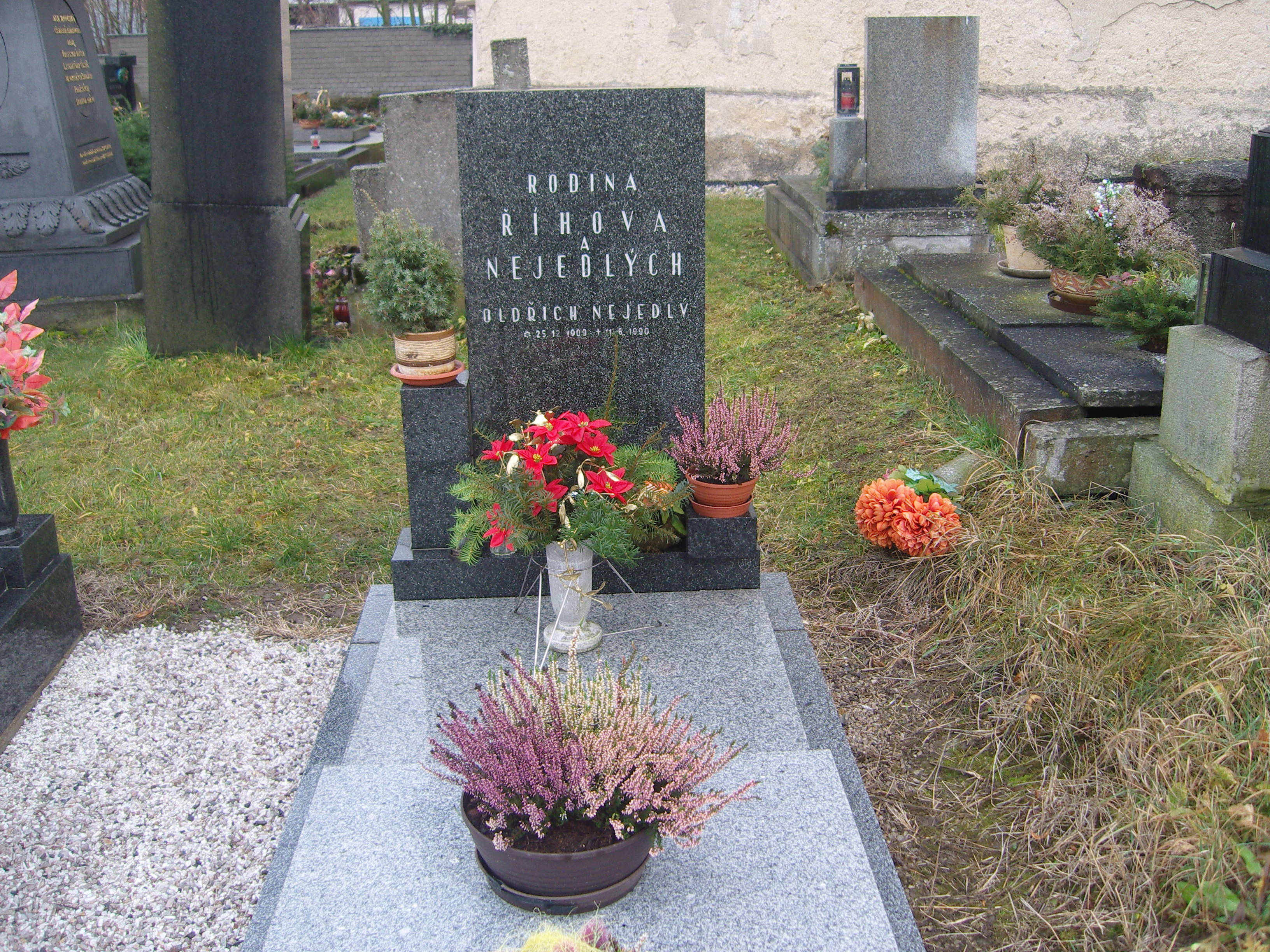
Hrob Oldřicha Nejedlého
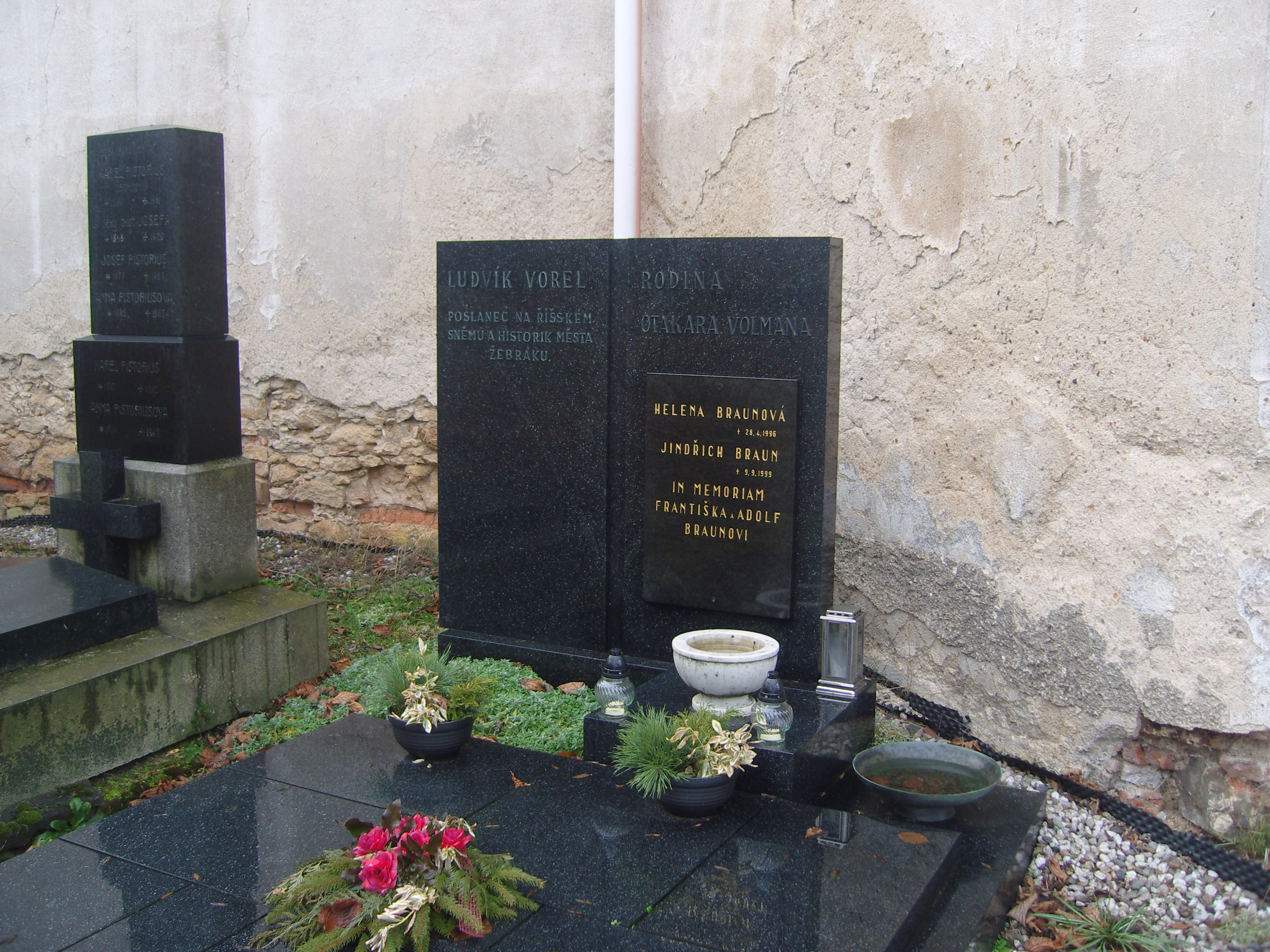
Hrob Ludvíka Vorla
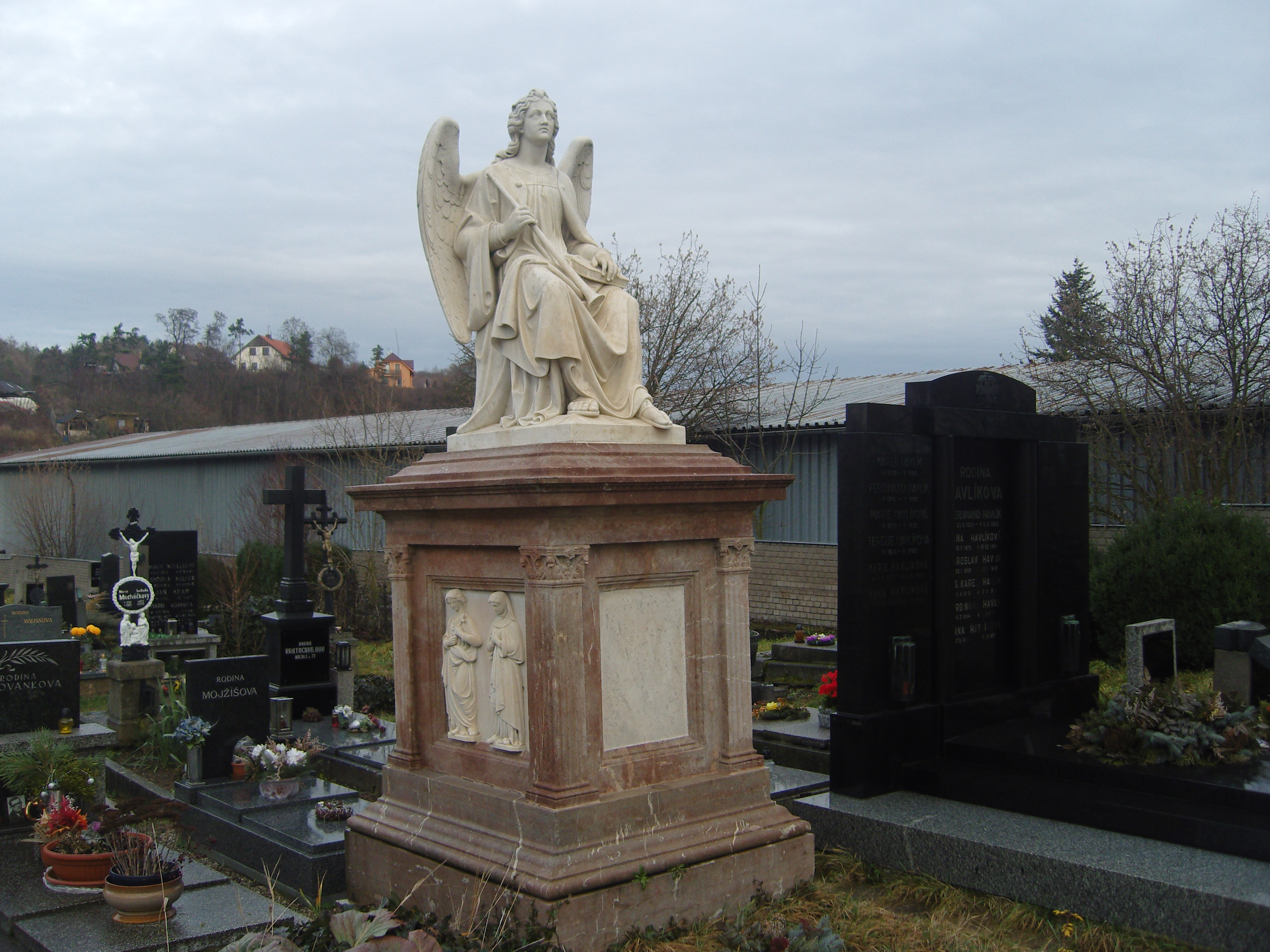
Socha Anděla od V. Levého